# بخش آلتو بیاو
بخش التو بیاو (به اسپانیایی: Alto Biavo District) یک سکونتگاه مسکونی در پرو است که در منطقه سن مارتین واقع شده‌است.

## خصوصیات
بخش التو بیاو ۶٬۱۱۷٫۱۲ کیلومترمربع مساحت و ۵٬۳۹۶ نفر جمعیت دارد و ۲۲۵ متر بالاتر از سطح دریا واقع شده‌است.